# Tito Larriva
Humberto Lorenzo Rodríguez Larriva, detto Tito (Ciudad Juárez, 1º gennaio 1953), è un cantante, musicista e attore messicano naturalizzato statunitense.

## Biografia
Larriva crebbe a Fairbanks, in Alaska ed a El Paso, in Texas. Da bambino imparò a suonare il flauto ed il violino. Dopo aver tenuto conto della possibilità di studiare all'università Yale, si trasferì a Los Angeles, in California a metà degli anni settanta.
Larriva era la voce ed il chitarrista della band punk dei Plugz durante gli anni settanta, dei Los Cruzados negli anni ottanta, degli Psychotic Aztecs e dei Tito & Tarantula. Formò i Plugz a Los Angeles, nel 1978. Nonostante la band non ebbe mai un grande successo commerciale, la loro presenza durante la nascita del punk della West Coast ha assicurato la loro influenza sulle generazioni successive di rock band. L'etichetta di registrazione Rhino comprese il loro ruolo nella scena musicale di Los Angeles, includendo la loro versione di La Bamba nell'album We're Desperate: the L.A. Scene (1976-79). I Plugz realizzarono due album, Electrify me del 1978 e Better luck del 1981. Contribuirono anche alla colonna sonora del film Repo Man - Il recuperatore e suonarono con Bob Dylan nel programma Late Night with David Letterman nel 1984.
Allo scioglimento dei Plugz, Larriva e altri due membri della band formarono i Los Cruzados nel 1984. Partecipò al gruppo anche Steven Hufsteter (originariamente dei Dickies). I Los Cruzados vennero acclamati e si classificarono al pari degli INXS e dei Fleetwood Mac. Realizzarono un album omonimo nel 1985. Nel 1987 realizzarono After dark con il nuovo chitarrista Marshall Rohner. La band si sciolse nel 1988, ma Larriva avrebbe continuato a suonare con Hufsteter nella sua band successiva, Tito & Tarantula.
I Tito & Tarantula iniziarono come una band improvvisata che incorporava i sound del momento. "Noi abbiamo sempre avuto una sorta di legge non detta", affermò Larriva al Tucson Weekly nel 1997 "e la regola è che ognuno suona meglio di quanto vorrebbe. La band non si fermerà mai". Il gruppo realizzò il proprio album di debutto, Tarantism, nel 1997, seguito da Hungy Sally & Other Killer Lullabies, nel 1999, Little Bitch, nel 2000 e Andalucia, nel 2002.
Gli Psychotic Aztecs, composti da Larriva come voce, John Avila al basso, Oingo Boingo al ritmo, Johnny Vatos Hernandez alla batteria e Steve Hufsteter alla chitarra, iniziarono con una sessione di registrazione al Grita! Records di Los Angeles e terminarono con l'album Santa Sangre, realizzato nel 1999.
Spesso Larriva recita al fianco del suo amico regista Robert Rodriguez: è apparso in molte delle sue pellicole, come Desperado, Dal tramonto all'alba e C'era una volta in Messico.

## Filmografia

### Cinema
- Static, regia di Mark Romanek (1985)
- True Stories, regia di David Byrne (1986)
- Born in East L.A., regia di Cheech Marin (1987)
- Il duro del Road House (Road House), regia di Rowdy Herrington (1989)
- Teneramente in tre (Eyes of an Angel), regia di Robert Harmon (1991)
- Doppio guaio a Los Angeles (Double Trouble), regia di John Paragon (1992)
- Somebody to Love - Qualcuno da amare (Somebody to Love), regia di Alexandre Rockwell (1994)
- A proposito di donne (Boys on the Side), regia di Herbert Ross (1995)
- Desperado, regia di Robert Rodriguez (1995)
- Scorpion Spring, regia di Brian Cox (1995)
- Dal tramonto all'alba (From Dusk till Dawn), regia di Robert Rodríguez (1996)
- She's so lovely - Così carina (She's So Lovely), regia di Nick Cassavetes (1997)
- Safe Sex - Tutto in una notte (Trojan War), regia di George Huang (1997)
- Testimone involontario (Most Wanted), regia di David Hogan (1997)
- Omicidi sul set (Kai Rabe gegen die Vatikankiller), regia di Thomas Jahn (1998)
- Solo una questione di sesso (Just a Little Harmless Sex), regia di Rick Rosenthal (1999)
- The Million Dollar Hotel, regia di Wim Wenders (2000)
- C'era una volta in Messico (Once Upon a Time in Mexico), regia di Robert Rodriguez (2003)
- Grindhouse, regia di Robert Rodriguez, Eli Roth, Quentin Tarantino, Edgar Wright e Rob Zombie (2007)
- Machete, regia di Ethan Maniquis e Robert Rodriguez (2010)
- Océane, regia di Philippe Appietto e Nathalie Sauvegrain (2013)

### Televisione
- The Pee-Wee Herman Show, regia di Paul Reubens e Marty Callner (1981)
- I moschettieri del 2000 (Ring of the Musketeers), regia di John Paragon (1992)
- Der Schrei des Schmetterlings, regia di Frank Strecker (1999)